# The Blasters (album)
| Recensione              | Giudizio      |
| ----------------------- | ------------- |
| AllMusic                |               |
| Robert Christgau        | A-            |
| Sputnikmusic            | 4 (Excellent) |
| Piero Scaruffi          | [ 4 ]         |
| Dizionario del Pop-Rock | [ 5 ]         |
| 24.000 dischi           | [ 6 ]         |

The Blasters è il secondo album discografico del gruppo rock statunitense The Blasters, pubblicato dall'etichetta discografica Slash Records nel novembre del 1981.

## Tracce

### LP
Lato A
1. Marie Marie – 2:03 (Dave Alvin)
2. No Other Girl – 2:26 (Dave Alvin)
3. I'm Shakin' – 2:20 (Rudy Toombs)
4. Border Radio – 2:43 (Dave Alvin)
5. American Music – 2:07 (Dave Alvin)
6. So Long Baby Goodbye – 2:21 (Dave Alvin)

Lato B
1. Hollywood Bed – 3:33 (Dave Alvin)
2. Never No More Blues – 2:45 (Elsie McWilliams, Jimmie Rodgers)
3. This Is It – 2:14 (Dave Alvin)
4. Highway 61 – 2:58 (Albert Luandrew)
5. I Love You So – 2:47 (Ellas McDaniels)
6. Stop the Clock – 2:52 (Bob Ehret, Damon Robertson)

- La durata del brano Stop the Clock riportato sul vinile originale non è corretta, in realtà la durata approssimativa è di 1:53

## Formazione
- Phil Alvin - voce, chitarra, armonica
- Dave Alvin - chitarra solista
- John Bazz - basso
- Gene Taylor - pianoforte
- Bill Bateman - batteria

Musicisti aggiunti
- Lee Allen - sassofono
- Steve Berlin - sassofono

Note aggiuntive
- The Blasters - produttori
- Roger Harris e Art Fein - produttori associati
- Registrazioni effettuate presso United Western Studios di Hollywood, California (Stati Uniti)
- Roger Harris e Pat Burnette - ingegneri delle registrazioni
- David Alhert - secondo ingegnere delle registrazioni
- Mixaggio effettuato al Quad Teck Studio di Los Angeles, California
- Gustav Alsina - copertina frontale album originale
- Gary Leonard - foto (The Blasters)
- Steve Bartel - art direction copertina album originale
- James Goble - foto (still life) retrocopertina album originale[7]

## Classifica
Album
| Anno | Classifica    | Posizione raggiunta |
| ---- | ------------- | ------------------- |
| 1982 | Billboard 200 | 36                  |